# 딸에 대하여
《딸에 대하여》는 2024년 9월 4일 개봉된 대한민국의 드라마 영화이다. 이미랑이 감독과 각본을 맡았으며, 김혜진의 동명 소설이 영화의 원작이다.

## 제작진

### 감독
- 이미랑

### 각본
- 이미랑

## 출연진
- 오민애 : 엄마 역
- 임세미 : 그린 역
- 하윤경 : 레인 역
- 허진 : 이제희 역
- 이창훈 : 권 과장 역
- 강애심 : 최 여사 역
- 양조아 : 사회복지사 역